# Бил Молисън
Брус Чарлз „Бил“ Молисън (на английски: Bruce Charles „Bill“ Mollison; роден 1928 г. в Тасмания, Австралия) е изследовател, автор, учен, преподавател и естествоизпитател.
Той се смята за „баща на пермакултурата“ - интегрирана система за дизайн, разработена съвместно с Дейвид Холмгрен, която обхваща не само селското стопанство, градинарството, архитектурата и екологията, но също икономически системи, стратегии за сухопътен достъп и правни системи за бизнеса и общностите.
През 1978 г. Молисън основава Институт за пермакултура (Permaculture Institute) в Тасмания.